# Stère
Stère, från grekiska stereos som betyder hård, fast, solid. Rymdmått som infördes i Frankrike 1793, i första hand som en måttenhet för ved. En stère är lika med en kubikmeter (1000 liter).